# After School
After School (hangul: 애프터스쿨; muitas vezes estilizado como AFTERSCHOOL; abreviado como AS) foi um grupo feminino sul-coreano formado pela Pledis Entertainment em 2009. O grupo fez sua estreia com um conceito de admissões e graduação. Atualmente o grupo é composto apenas pela integrante Nana. Sua estreia ocorreu em janeiro de 2009 com a música "AH". O grupo encontra-se atualmente inativo.
O grupo fez sua estreia no Japão em 2011, através da Avex Trax com um remake dos hits "Bang!", "Diva", "Shampoo" e "Because of You". Sua estreia no Japão foi bem sucedida, conseguindo sétima posição no chart semanal da Oricon. Também foi lançada uma nova música exclusivamente em japonês, "Rambling Girls". Seu primeiro álbum japonês, Playgirlz estreou em oitava posição no chart semanal da Oricon. A integrante Nana foi considerada como a face mais bonita do mundo por duas vezes consecutivas.

## História

### Pré-estreia
After School foi formado após a saída de Kahi do girl group coreano-americano S-Blush. Kahi junto ao atual CEO da Pledis Entertainment planejaram a produção do novo grupo. Bekah foi a primeira integrante além de Kahi, que já era uma trainee enquanto Kahi ainda estava no grupo anterior (S-Blush). Bekah saiu do Havaí para a Coreia do Sul através de recomendações do CEO. Jungah, Jooyeon e Soyoung foram adicionadas ao grupo respectivamente.
O grupo fez sua primeira aparição oficial em 29 de dezembro de 2008 no SBS Song Festival, onde Kahi e Jungah apresentaram "Play Girlz" junto com a cantora Son Dam-bi, as membros restantes Soyoung, Jooyeon e Bekah foram dançarinas de fundo.

### 2009–2010:New Schoolgirl, Diva, Because of You, Bang!e Orange Caramel
No início de 2009, alguns dias após a estreia do grupo, a Pledis Entertainment anunciou oficialmente que o conceito musical do grupo tinha como influência o girl group Pussycat Dolls. O grupo lançou seu álbum single de estreia, "New Schoolgirl" em 15 de janeiro. O álbum contém três músicas: "Ah", "Play Girlz" e "Bad Guy". Em 17 de janeiro, o grupo fez sua estreia ao vivo no Music Core da MBC. Após as promoções com o single "Ah!" o grupo havia planejado promover com "Bad Guy", porém, a faixa foi considerada inadequada e proibida de ser transmitida na TV.
Em abril, o grupo anunciou uma nova integrante, Uee. O grupo lançou seu segundo single, "Diva" em 9 de abril de 2009. Fazendo sua performance da música no mesmo dia, no M! Countdown. O single ganhou o prêmio de "Novato do Mês" do mês de abril de 2009, no Cyworld Digital Music Awards.

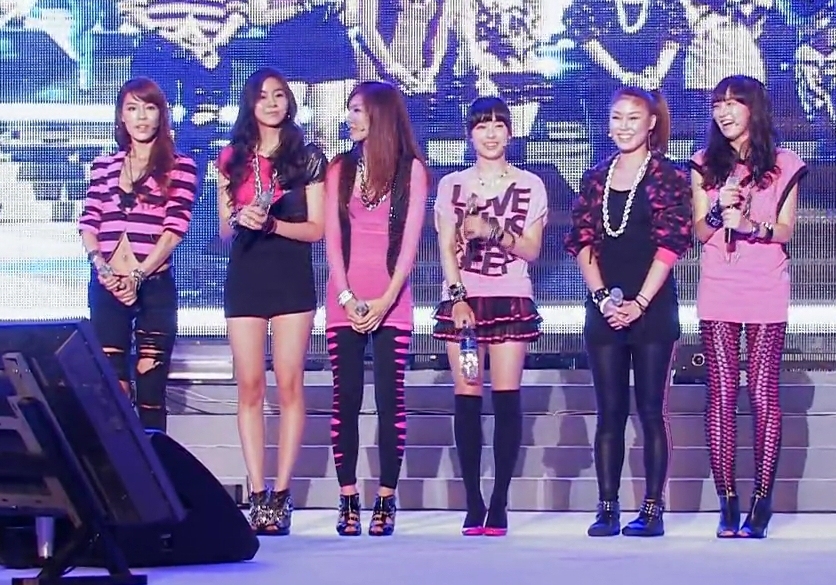
After School em Julho de 2009

Em 21 de maio, o grupo lançou seu terceiro single, um cover do Morning Musume, com o título "Dream Girl". Em julho foi anunciado que o grupo iria colaborar com a solista Son Dam Bi, no single digital "AMOLED". Foi lançado em 16 de julho e fazia parte das promoções de celulares Samsung O After School fez a abertura de shows para as Pussycat Dolls na turnê Doll Domination World Tour junto com Son Dam-bi, em seus shows na Ásia.
Em 29 de outubro de 2009, Soyoung anunciou sua saída do grupo, sendo a primeira a sair no sistema de graduação. A Pledis Entertainment anunciou a entrada de duas novas integrantes, Raina e Nana. O grupo fez seu retorno em 25 de novembro de 2009 com o single "Because of You", com esta música houve uma mudança no grupo para um conceito mais maduro e sofisticado. "Because of You" se tornou popular, ganhando três prêmios Mutizen. A música também superou o chart de singles mensais da Gaon no mês de dezembro de 2009, algo inesperado para um grupo novato.
No início de 2010, After School ganhou o prêmio de melhor rookie no Billboard Japan Music Awards e Seoul Music Awards. 
Em 25 de março, After School lançou seu terceiro álbum single Bang! com a nova integrante Lizzy, onde o grupo assumiu um conceito de Banda Marcial. Kahi revelou que ela ficou inspirada depois de assistir ao filme americano Drumline, e que ela sempre desejou fazer um conceito de Banda Marcial desde que ela subiu no palco como uma integrante do After School. O grupo praticou tocar bateria por cinco meses com um treinador para o single. A faixa Bang! entrou na segunda posição no Gaon Weekly, e alcançou o número 29 em 2010 no Gaon Digital Chart com mais de 2.374.731 downloads digitais vendidos.
Em junho, Raina, Nana e Lizzy formaram a sub-unidade Orange Caramel, e lançaram seu primeiro mini-álbum. O conceito do Orange Caramel foi mais luzes sensíveis e doces, ao contrário de muitos grupos femininos que assumiram conceitos mais escuros e sexy.
Em 6 de Dezembro, a Pledis Entertainment lançou o mini-álbum Happy Pledis com 4 novas faixas: a faixa-título Love Love Love, Someone Is You e os dois instrumentais das duas faixas. O álbum foi um surpresa para os fãs, incluindo o After School, Son Dam-bi e Orange Caramel. Uma parte dos lucros do álbum foram doados para a organização "Save the Children". Bekah não participou das promoções para este álbum, devido à sua pausa de dois meses no Havaí para visitar sua família.

### 2011–2012:Virgin, estreia japonesa, A.S. Red & Blue,PlaygirlzeFlashback
Em 27 de janeiro, Pledis Entertainment anunciou que eles tinham assinado contrato com a gravadora japonesa AVEX TRAX para o After School iniciar suas atividades no Japão no fim de Março. After School começou suas atividades japonesas colaborando com a estrela japonesa Namie Amuro na faixa Make It Happen. Em março, a faixa ganhou o prêmio de melhor colaboração na MTV Video Music Awards Japan 2012.
O primeiro álbum completo do After School, Virgin, foi lançado em 29 de abril marcando a primeira aparição da nova integrante E-Young. A faixa-título, Shampoo, foi composta pelo produtor japonês Daishi Dance, e o MV da faixa foi lançado um pouco mais tarde, ainda no mesmo dia. O MV para Let's Step Up, a faixa intro do álbum que executa uma rotina de sapateado, que foi elogiado internacionalmente por dançarinos de sapateado como Joseph Wiggan. After School começou as promoções para Shampoo no Music Bank.
Virgin foi lançado em Filipinas em 23 de julho, juntamente com Bang! e Happy Pledis e debutaram com o número 1 em Filipinas AstroChart, enquanto Bang!  debutou na posição 2 e Happy Pledis na posição 3.
Em junho, After School fez uma participação especial como o girl group Pure, no filme de terror coreano White: The Melody of the Curse. Elas realizaram segmentos de sua canção de sucesso, Bang!.

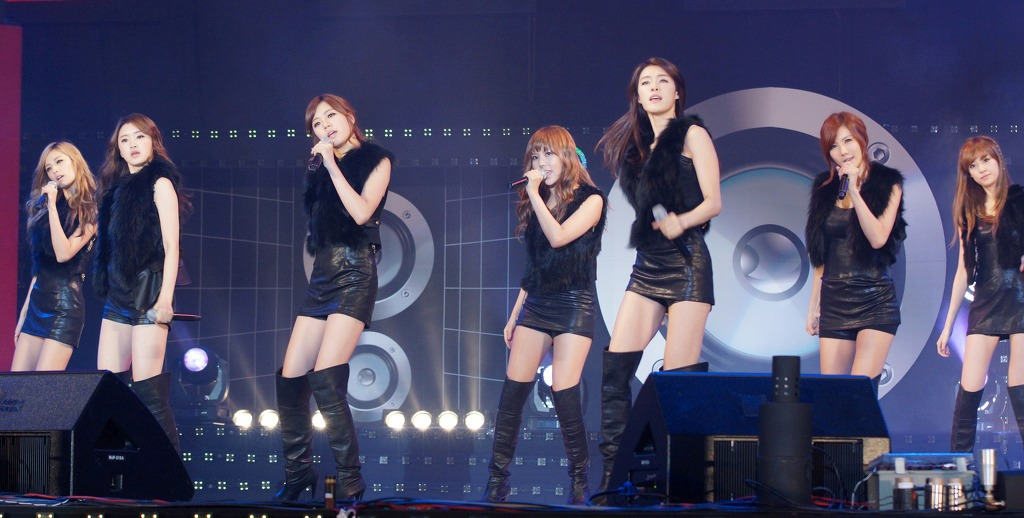
After School em Dezembro de 2011

Em 17 de junho, Pledis Entertainment anunciou que Bekah iria se graduar do After School depois de concluir as promoções de Virgin. Bekah lançou sua canção de graduação Take Me to the Place em 11 de Julho.
Em julho, Pledis Entertainment anunciou que o After School iria se separar em duas sub-unidades, A.S. Red & Blue como parte do segundo projeto de retorno do grupo para o ano, as unidades lançaram In the Sky Night e Wonder Boy, respectivamente.
Em 9 de julho, After School realizou seu segundo encontro oficial para fãs em Sookmyung Women's University. Bekah juntou-se ao encontro de fãs.
Antes de sua estreia oficial no Japão, After School realizou um showcase no Japão no Akasaka BLITZ, em Tóquio em 17 de julho, vendendo bilhetes dentro de um minuto.
After School debutou oficialmente no Japão em 17 de agosto com o lançamento do seu primeiro single japonês Bang! que chegou ao número 7 na Oricon Weekly Chart. After School também participou na prestigiada turnê 'a-nation' como parte de suas promoções no Japão. Depois seu segundo single, Diva, foi lançado em 23 de novembro. O single foi acompanhado com uma nova faixa chamada Ready to Love.
Happy Pledis 2011 foi lançado em 1 de dezembro. É um álbum de família, que contou com todos os artistas da Pledis, incluindo Son Dam Bi e NU'EST (até então chamados de Pledis Boys). Uma parte dos lucros Happy Pledis foram doados à UNICEF, e o álbum também foi um presente para os fãs. O grupo também fez uma parceria com a Shibuya 109 para uma campanha publicitária de Natal.
After School terminou o ano como a atração principal do concerto ao vivo MTV EXIT, junto com banda americana The Click Five em 17 de dezembro, em Phnom Penh, na Camboja.
O terceiro single japonês do After School foi um double A-side que consiste em duas faixas, Rambling Girls e um remake japonês de seu hit de 2009 Because of You. O single foi lançado em 25 de janeiro de 2012, e estreou no número seis na Oricon Daily Singles Chart. O single, em seguida, estreou no número sete na parada de singles da Oricon Weekly Singles Chart com mais de 12.110 cópias vendidas. Desde então, o único já vendeu mais de 17.000 cópias no japão.
Em 29 de fevereiro, After School lançou um single promocional digital Just in Time, para promover o novo álbum, que foi lançado no mês seguinte. Just in Time também foi usada no comercial Samantha Thavasa com After School, que são modelos para a empresa de moda.
O primeiro álbum japonês do After School, Playgirlz, foi lançado em 14 da março. O álbum contém todos os seus singles japoneses, além da versão japonesa do seu último single coreano Shampoo, e seis novas faixas originais em japonês. A edição regular do álbum também incluiu uma versão em japonês de Shanghai Romance do Orange Caramel como faixa bônus. O álbum estreou no número seis na Oricon Daily Album Chart com vendas estimadas com cerca de 11.000 cópias no primeiro dia. O álbum estreou no número oito na Oricon Weekly Album Chart com o total de vendas de 16.000 cópias. After School começou sua turnê de promoção do álbum no final de abril. Com um total de quatro datas, a turnê começou no Zepp Tokyo em 27 de abril, seguido por Zepp Nagoya em 28 de abril e Namba, Osaka no dia 30.
Em 23 de abril, Avex Trax anunciou que o After School iria lançar seu quarto single japonês, Lady Luck/Dilly Dally, em 13 de junho. O single é um double A-side único, e a edição regular também contém uma faixa adicional, Slow Love, que é a música usada no comercial Eyefull Home. O single estreou no número 3 na Oricon's daily Singles Chart  com as vendas de 7.648 e no número 6 em Oricon's weekly Singles Chart com vendas de 13.424 respectivamente. No final de 2012, o single vendeu mais de 17.000 cópias no Japão.
Em 5 de junho, a Pledis Entertainment anunciou que Kahi se graduaria do grupo para seguir carreira solo e também estudar teatro. A turnê do After School terminou em 17 junho no Tokyo Dome City Hall, que também foi a última realizada com Kahi. Kahi ficou com o grupo até setembro para ajudar nas promoções, e durante sua última performance com o grupo ela declarou: “Para todos os fãs de After School que me deram muito amor e às integrantes que choraram, riram e sofreram comigo desde o nosso debut, eu agradeço a todos vocês.” Ela acrescentou: “Eu vou tentar o meu melhor para que vocês vejam um novo lado de Kahi”.
O quinto single álbum coreano do After School, Flashback, e MV para a faixa-título foram lançados em 20 de junho. Este MV marca a primeira aparição da nova integrante, Kaeun. Jungah disse o título do álbum se refere ao desejo do grupo de retornar à sua imagem original e produzir música para todas as idades.

### 2013–2015:First Love, Dress to Kill,graduação de Jooyeon eShine
After School realizou um encontro de fãs na Tailândia em 23 de fevereiro com mais de 3.000 fãs. Devido ao sucesso do encontro de fãs em Bangkok, After School realizou outro encontro de fãs em Taiwan em 30 de março. Esta reunião também foi realizada como um evento de caridade com as vendas dos bilhetes para crianças carentes. Um total de 1.000.000 dólares em Taiwan foi doado para a caridade.

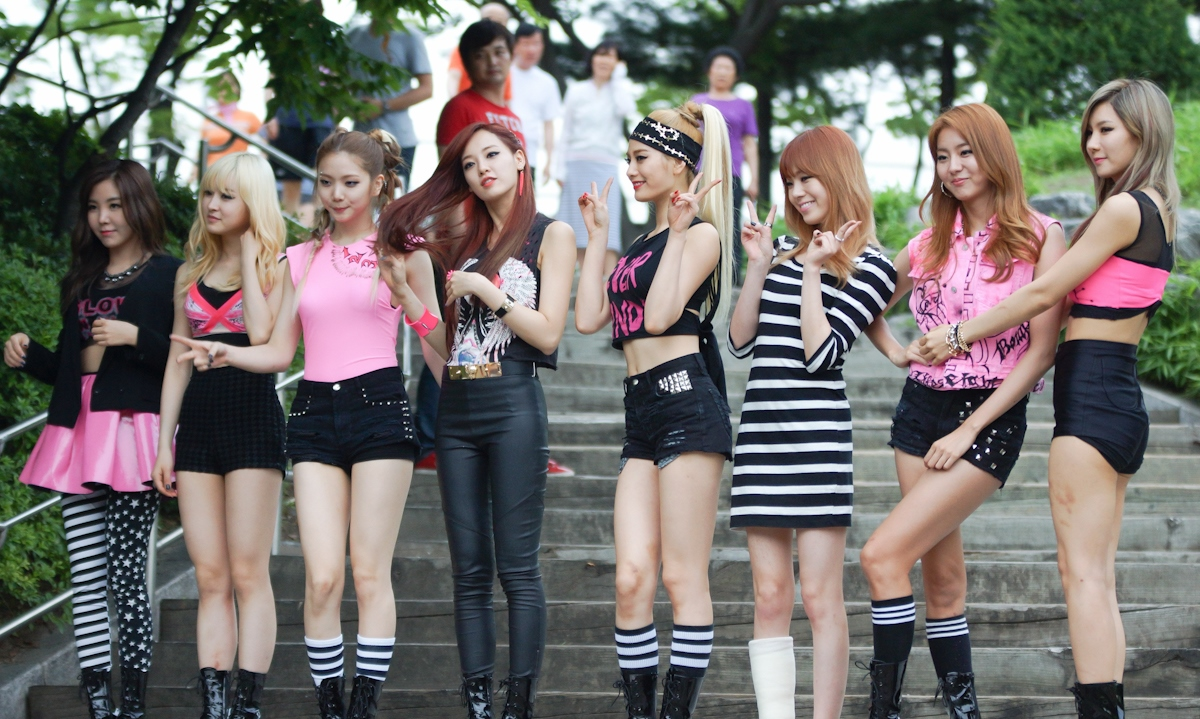
After School no encontro de fãs em 2013

O grupo lançou seu primeiro álbum de compilação, The Best of AFTERSCHOOL, em 27 de março, juntamente com o seu primeiro DVD ao vivo de seu show japonês Playgirlz. Seu sexto álbum single coreano, First Love, foi lançado em 13 de junho, e foi produzido por Brave Brothers. Este single marcou a primeira vez que o grupo tinha trabalhado com o produtor desde Because of You, em 2009. Seu quinto single japonês Heaven, foi lançado em 2 de outubro. Heaven estreou no número 6 na Oricon Daily Singles Chart com mais de 18.596 cópias vendidas durante a sua semana de estreia. Em 19 de Dezembro, o MV da faixa Shh, seu sexto single japonês, foi lançado no YouTube.
Em 20 de fevereiro de 2014, After School lançou um single intitulado Week, em colaboração com Brave Brothers para o seu projeto de 10.º aniversário.
O segundo álbum japonês do After School, Dress to Kill, foi lançado em 19 de março. O álbum contém 13 faixas, incluindo Heaven, Shh, e Ms. Independent. O álbum foi lançado em três versões: uma versão CD+DVD, que inclui vídeos de música e um vídeo especial do encontro de fãs, uma versão em CD com uma faixa bônus na versão japonesa de "Flashback", e outra versão CD (Mu-mo especial) com a faixa bônus "Lucky Girl".
No início de 2014, After School começou a filmar um show de variedades de beleza para KBS intitulado After School's Beauty Bible. O show foca nas integrantes tornando-se editores de beleza e fornecer aos telespectadores informações e dicas sobre beleza coreana, com temas que vão desde a maquiagem e tendências. O show se tornou muito bem sucedido e foi exibido em mais de 100 países por meio de canais da  KBS World's YouTube. A segunda temporada da série começou a ser exibida em setembro.
A segunda turnê japonesa do After School, Dress to SHINE, começou em 21 de novembro, em Tóquio, e terminou em 24 de novembro, em Osaka.
Em 31 de dezembro, o contrato de Jooyeon com a Pledis Entertainment tinha expirado, e ela anunciou sua graduação do After School no mesmo dia no fancafe oficial do grupo com uma carta de despedida e agradecimento.
Jooyeon continuou a promover como integrante do After School no japão, já que seu contrato com AVEX TRAX ainda não havia expirado. After School lançou seu MV para "Shine" em 9 de fevereiro de 2015 para promover seu álbum de compilação japonês BEST, que foi lançado em 18 de março. Jooyeon se graduou oficialmente do grupo em 20 de março, em um evento de clube de fãs no Negishi Tokyo Cinema em tóquio, promovido para o álbum, onde recebeu seu diploma de graduação.

### 2016–2019: Graduação de Jungah, Uee, Lizzy e atividades solos, Graduação de Kaeun, Raina e E-Young
Em 28 de janeiro de 2016, Pledis Entertainment confirmou que o contrato de Jungah com a agência tinha terminado e que ela estava deixando a agência. "O contrato de Jungah com a agência terminou, e ela naturalmente se graduou do grupo", se tornando assim a última integrante da formação original a deixar o grupo após 7 anos. Com a falta de promoções do grupo, as membros Uee e Nana tiveram papéis principais como atrizes. Marriage Contract da MBC estrelando Uee, foi ao ar em 5 de Março. No drama, ela faz o papel de Kang Hye-soo, uma mãe solteira com uma doença terminal que entra em um contrato de casamento. Em Novembro, Uee teve um papel no drama da MBC Night Light, ao lado de Jin Goo e Lee Yo-won. Ela fez o papel de uma mulher pobre que é capaz de mudar sua vida com uma oportunidade. Nana fez sua estreia como atriz debut no drama da TvN The Good Wife, um remake coreano do drama americano do mesmo nome, que foi ao ar em 8 de Julho.
Em 31 de maio de 2017, a Pledis Entertainment confirmou que Uee tinha se graduado do After School, além disso, ela deixou a agência para procurar outra. De acordo com a agência: “Uee está deixando o After School já que seu contrato terminou. Nós iremos encoraja-la em seus esforços futuros. Isso não marca a dissolução do After School”.
Uee escreveu em seu fancafe oficial uma carta de despedida e agradecimento aos fãs depois que a notícia saiu.
UEE foi a primeira integrante que entrou no sistema rotativo a sair do grupo, tendo seu debut no grupo ainda em 2009 com "DIVA", saindo após 7 anos.
Em 17 de Junho, o segundo dueto de Raina com San E, intitulado "Sugar and Me", foi lançado, ficando no n° 5 no ranking do Gaon chart. Lizzy entrou na lineup do Please Take Care of my Vanity 2 do FashionN's. Kaeun focou em seus trabalhos como DJ, e foi confirmada para a sua estreia como atriz no drama The Idolmaster KR, que estreou no início de 2017. E-Young abriu uma academia de música em 19 de Setembro, com aulas de piano, vocal, baixo e guitarra elétrica, como também aulas de dança e de canto para aqueles que sonham em se tornarem ídolos.
No dia 1 de maio de 2018, Lizzy anunciou oficialmente sua graduação do grupo e que estava deixando a Pledis Entertainment através de suas redes sociais em uma carta escrita a mão.
Kaeun concorreu (junto com outra trainee Heo Yunjin) como Trainee no Programa de Sobrevivência da MNET, PRODUCE 48, mas somente Lee Kaeun ficou no ranking final, porém não conseguiu debutar no grupo final IZ*ONE. Em 18 de Outubro de 2018, a ex-integrante Lizzy revelou que Kaeun estava se preparando para debutar em um novo girl group, seguindo seu sucesso no programa.
Em 4 de Julho de 2019, Pledis Entertainment anunciou que Kaeun deixaria o grupo em 6 de Julho, devido à expiração de seu contrato.
Em dezembro de 2019, a Pledis anunciou que Raina e E-Young tiveram seus contratos encerrados com a gravadora.

## Integrantes
- Nana (hangul: 나나), nascida Im Jin-ah (hangul: 임진아) em 14 de setembro de 1991 (33 anos) em Cheongju, Chungcheong do Norte, Coreia do Sul.

### Ex-integrantes
- Kahi (hangul: 가희), nascida Park Ji-young (hangul: 박지영) em 25 de dezembro de 1980 (44 anos) em Daegu, Coreia do Sul.
- Jungah (hangul: 정아), nascida Kim Jung-ah (hangul: 김정아) em 2 de agosto de 1983 (42 anos) em Incheon, Coreia do Sul.
- Soyoung (hangul: 소영), nascida Yoo So-young (hangul: 유소영) em 29 de março de 1986 (39 anos) em Seul, Coreia do Sul.
- Jooyeon (hangul: 주연), nascida Lee Joo-yeon (hangul: 이주연) em 19 de março de 1987 (38 anos) em Nowon-gu, Seul, Coreia do Sul.
- Uee (hangul: 유이), nascida Kim Yoo-jin (hangul: 김유진) em 9 de abril de 1988 (37 anos) em Daejeon, Coreia do Sul.
- Raina (hangul: 레이나), nascida Oh Hye-rin (hangul: 오혜린) em 7 de maio de 1989 (36 anos) em Ulsan, Coreia do Sul.
- Bekah (hangul: 베카), nascida Rebekah Kim (hangul: 레베카김) em 11 de agosto de 1989 (35 anos) em Honolulu, Estados Unidos.
- Lizzy (hangul: 리지), nascida Park Soo-young (hangul: 박수영) em 31 de julho de 1992 (33 anos) em Busan, Coreia do Sul.
- E-Young (hangul: 이영), nascida Noh Yi-young (hangul: 노이영) em 16 de agosto de 1992 (32 anos) em Chuncheon, Changwon, Coreia do Sul.
- Kaeun (hangul: 가은), nascida Lee Ka-eun (hangul: 이가은) em 20 de agosto de 1994 (30 anos) em Yongsan-gu, Seul, Coreia do Sul.

## Subunidades

### Orange Caramel
O Orange Caramel é a primeira subunidade do After School e estreou em junho de 2010, consistindo originalmente em: Raina, Nana e Lizzy. Embora, Lizzy tenha deixado a Pledis e o After School, ela ainda está aberta a trabalhar com o Orange Caramel se oportunidades surgirem. Elas debutaram em Junho de 2010 com Magic Girl e seu último lançamento foi em 2014, com My Copycat. Elas lançaram mais tarde o video da música para a b-side, Gangnam Avenue.

### A.S. Red & Blue
AS Red & Blue foram subunidades especiais decididas por votações de fãs. As formações foram concluídas em 11 de julho de 2011. A.S. RED foi formado por: Kahi, Jungah, Uee e Nana, enquanto A.S. BLUE por: Jooyeon, Raina, Lizzy e E-Young. Dois singles foram lançados em 20 de julho de 2011. O RED single teve duas músicas: In The Night Sky e Hollywood, e BLUE: Wonder Boy e Lady. NU'EST e Seungcheol do Seventeen atuaram como bailarinos de fundo para o videoclipe e performances de Wonder Boy.

## Discografia
| Álbuns de estúdio - 2011: Virgin Extended plays - 2009: New Schoolgirl - 2009: Because of You - 2010: Bang! - 2011: Red & Blue - 2012: Flashback - 2013: First Love | Álbuns de estúdio - 2011: Playgirlz - 2014: Dress to Kill Álbuns de compilação - 2015: Best |

## Filmografia

### Reality shows
- 2009: MTV Diary of After School
- 2010: Playgirlz School
- 2013-2014: After School's Beauty Bible
- 2014-2015: After School's Beauty Bible 2014 F/W

### Dramas
- 2009: You're Beautiful

### Filmes
- 2011: White: The Melody of the Curse

### DVD
- 2013: Afterschool First Japan Tour 2012 - Playgirlz - DVD

### Rádio
- 2012–presente: Afterschool Playgirlz Radio ~ 1st Japan Radio Show

## Turnês
- 2012: After School 1st Japan Tour "PlayGirlz"
- 2014: After School 2nd Japan Tour "Dress to Shine"

Participações em turnês
- 2009: Doll Domination World Tour